# 山王トンネル (野岩鉄道会津鬼怒川線)

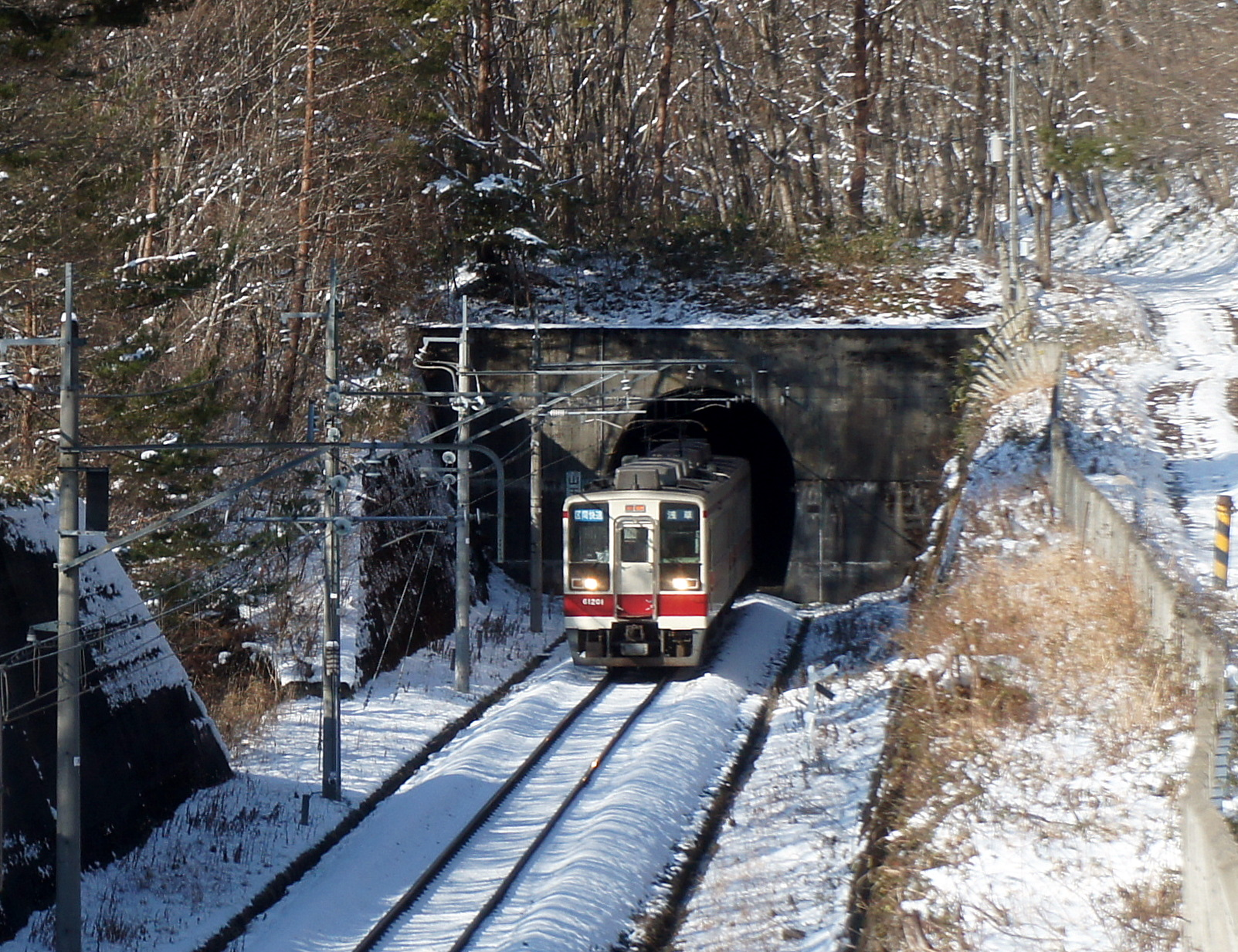
山王トンネルの栃木県側坑門付近を走る電車。
（2011年12月21日）

山王トンネル（さんのうトンネル）は、栃木県日光市と福島県南会津郡南会津町に跨る野岩鉄道会津鬼怒川線の鉄道トンネルである。

## 概要
会津鬼怒川線の男鹿高原駅 - 会津高原尾瀬口駅間の、栃木県と福島県の県境にある山王峠の西側を貫いている、全長3,441mの単線トンネルである。
会津鬼怒川線建設当初は、日本鉄道建設公団建設線（野岩線）として建設が進み、本トンネルは1969年（昭和44年）2月18日に貫通していたが、国鉄再建法により1980年（昭和55年）に工事が凍結された。その後、第三セクター方式で設立された野岩鉄道が引き継ぎ、東武鉄道鬼怒川線との直通運転を行うために、非電化で建設された本トンネルを電化する工事を行っている。本トンネルは1986年（昭和61年）より供用開始した。

## その他
国道121号も、山王トンネルにて山王峠を経由している。